# Richard Osman
Richard Thomas Osman (Billericay, Essex, 1970. november 28. –) angol televíziós műsorvezető, producer, regényíró és humorista. Alkotója és társműsorvezetője a BBC One Pointless című televíziós kvízműsorának.  Bemutatta a BBC Two kvízműsorait, a Two Tribes és a Richard Osman's House of Games című sorozatot, valamint csapatkapitányként szolgált az Insert Name Here és a The Fake News Show című vígjáték panelműsorokban.
Az Endemol UK televíziós produkciós cég kreatív igazgatója lett, és olyan műsorokat készített, mint a Prize Island az ITV-nek és a Deal or No Deal a Channel 4-nek.

## A kezdetek
Osman az essexi Billericayben született Brenda Wright és David Osman gyermekeként, és Cuckfieldben nőtt fel, Haywards Heath közelében, West Sussex ceremoniális megyében. Kilenc éves korában az apja elhagyta a családot. Édesanyja tanítóképzőbe járt, de mielőtt teljes munkaidős állást kapott volna, a két gyermeke felneveléséhez szükséges pénzt nehezen kereste meg. Bátyja Mat Osman zenész, a Suede rockegyüttes basszusgitárosa.
Osman a Warden Park Schoolba járt Cuckfieldben. Még iskolás korában szerezte első adási tapasztalatait a Turn It Up, egy nyílt hozzáférésű zenei műsor rendszeres közreműködőjeként, amely vasárnap esténként ment a BBC Radio Sussex-en (a show arról is nevezetes volt, hogy közreműködött benne a BBC hírújságírója, Jane Hill és a rádiós DJ Jo Whiley). Osman 1989-től 1992-ig a cambridge-i Trinity College-ban tanult politikát és szociológiát, ahol évfolyamtársa volt Alexander Armstrongnak, a Pointless társelőadójának.

## Televíziós karrier
Osman pályafutását executive producerként kezdte brit játékshow-kban, köztük a Deal or No Deal, a Channel 4 8 Out of 10 Cats és a 10 O'Clock Live című szatirikus vígjátékában. Kreatív igazgatója volt az Endemol UK tévétársaságnak, a Pointless ötletét a BBC-nek ajánlotta és egykori egyetemi barátjával, Alexander Armstronggal társműsorvezetője lett, amikor 2009-ben elindult.
Ő hozta létre a rövid életű 2013-as ITV Gameshow-t, a Prize Islandet. További kreditjei közé tartozik a Whose Line Is It Anyway?, a Total Wipeout és a 24 Hour Quiz.
Osman a BBC One Total Wipeout című műsorának forgatókönyv-szerkesztőjeként tevékenykedett, 1999-ben pedig megalkotta és megírta a Channel 4 Boyz Unlimited című sitcomját David Walliams-szal és Matt Lucas-szal. 2005-ben társszerzője volt a Channel 4 Bromwell High című animációs filmjének.
2009-től 2023-ig Alexander Armstrong műsorvezetővel közösen készítette a BBC One Pointless teatime kvízműsorát.
2020-ban hagyta el az Endemolt.
2022. április 8-án Osman bejelentette, hogy elhagyja a Pointless-t, miután 30 sorozatban 1300 epizódot jegyeztek.

## Irodalmi pályafutása

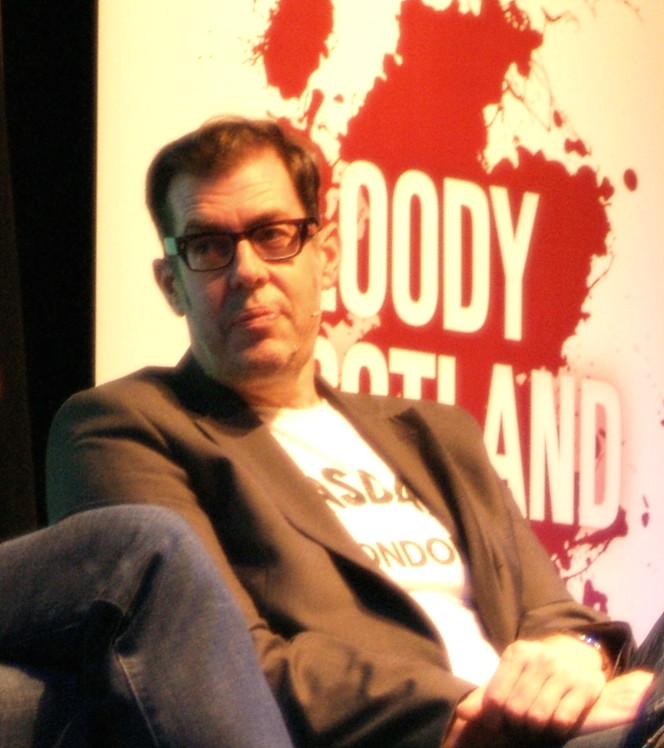
Richard Osman a Bloody Scotland-on, egy nemzetközi krimiíró fesztiválon, 2019-ben

A Viking Press, a Penguin Random House leányvállalata 2019-ben egy 10 kiadós aukción hét számjegyű összegért megszerezte Osman debütáló regényének, a The Thursday Murder Club-nak és egy másik regénynek a jogait. Azt mondták, hogy első könyve 2020 őszén jelenik meg, a második pedig a következő évben egy klasszikus krimisorozat részeként. Debütáló krimijének megjelenési dátuma 2020. szeptember 3. volt.
A csütörtöki nyomozóklub egy kenti luxus nyugdíjasfaluban játszódik, ahol négy lakó jön össze, hogy bűnügyeket vizsgáljanak, köztük egy "élő" gyilkossági rejtélyt. A könyv jóval több mint egymillió példányban kelt el az Egyesült Királyságban.
Második krimije, A férfi, aki kétszer halt meg 2021-ben jelent meg.
A sorozat harmadik regénye, a The Bullet That Missed 2022. szeptember 15-én jelent meg.
Osman kijelentette, hogy ez a sorozat négy regényt fog tartalmazni.
A The Thursday Murder Club sorozat negyedik regénye a The Last Devil To Die (Az utolsó ördög) címet viseli és 2023. szeptember 19-én jelent meg. A könyv a New York Times Number 1 bestsellere lett.
Osman We Solve Murders című könyve, egy új sorozat első része, 2024 szeptemberében jelent meg.

## Magánélete
Osman nystagmusszal született, egy olyan szembetegséggel, amely jelentősen csökkenti a látását. A forgatókönyveit fejből tanulja, mivel állapota megnehezíti az autocue (teleprompter) olvasását. Gyermekkora óta ételfüggő, és azt mondta, hogy kapott terápiát e rendellenességre, de úgy gondolta, hogy az egész életen át fog tartani.
Osmannak két gyermeke van az első házasságából, amely válással végződött. 2022. december 3-án feleségül vette Ingrid Oliver brit színésznőt, akivel akkor ismerkedett meg, amikor Richard Osman's House Of Games című sorozatának versenyzője volt.
2011. december 6-án Osman elnyerte a Heat "Weirdest Crush Award" díját. 2013-ban a Fulham FC-nél bérletes volt.
Chiswickben, Nyugat-Londonban él.

## Könyvei
| Év   | Cím | Társszerző          | Kiadó     | ISBN              |
| ---- | --- | ------------------- | --------- | ----------------- |
| 2012 | The 100 Most Pointless Things in the World                                                                                           | Alexander Armstrong | Coronet   | 978-1-4447-6205-1 |
| 2013 | The 100 Most Pointless Arguments in the World                                                                                        | Alexander Armstrong | Coronet   | 978-1-4447-6208-2 |
| 2014 | The Very Pointless Quiz Book | Alexander Armstrong | Coronet   | 978-1-4447-8274-5 |
| 2015 | The A-Z of Pointless | Alexander Armstrong | Coronet   | 978-1-4447-8277-6 |
| 2016 | A Pointless History of the World | Alexander Armstrong | Coronet   | 978-1-4736-2324-8 |
| 2017 | The World Cup Of Everything: Bringing the Fun Home                                                                                   |                     | Coronet   | 978-1-4736-6726-6 |
| 2019 | Richard Osman's House of Games | Alan Connor         | BBC Books | 978-1-78594-462-8 |
| 2020 | The Thursday Murder Club A csütörtöki nyomozóklub Agave Könyvek, Budapest, 2021 · ISBN 9789634199236 · Fordította: Orosz Anna        |                     | Viking    | 978-0-241-42544-2 |
| 2021 | The Man Who Died Twice A férfi, aki kétszer halt meg Agave Könyvek, Budapest, 2021 · ISBN 978-963-419-955-7 · Fordította: Orosz Anna | 978-0-241-42542-8   | Viking    |                   |
| 2022 | The Bullet That Missed Az eltévedt golyó Agave Könyvek, Budapest, 2022 · ISBN 9789635980956 · Fordította: Orosz Anna                 | 978-0-241-51243-2   | Viking    |                   |
| 2023 | The Last Devil To Die Az utolsó ördög Agave Könyvek, Budapest, 2023 · ISBN 9789635982080 · Fordította: Orosz Anna                    |                     | Viking    | 978-0-241-51244-9 |
| 2024 | We Solve Murders Gyilkosokra utazunk Agave Könyvek, Budapest, 2024 · ISBN 9789635983308 · Fordította: Farkas Veronika                |                     | Viking    | 978-0-593-65322-7 |

## Magyarul megjelent művei
- A férfi, aki kétszer halt meg; ford. Orosz Anna; Agave Könyvek, Budapest, 2021
- A csütörtöki nyomozóklub; ford. Orosz Anna; Agave Könyvek, Budapest, 2021
- Az eltévedt golyó; ford. Orosz Anna; Agave Könyvek, Budapest, 2022
- Az utolsó ördög; ford. Orosz Anna; Agave Könyvek, Budapest, 2023
- Gyilkosokra utazunk; ford. Farkas Veronika; Agave Könyvek, Budapest, 2024

## Fordítás
- Ez a szócikk részben vagy egészben  a   Richard Osman című angol Wikipédia-szócikk fordításán alapul.  Az eredeti cikk szerkesztőit annak laptörténete sorolja fel. Ez a jelzés csupán a megfogalmazás eredetét és a szerzői jogokat jelzi, nem szolgál a cikkben szereplő információk forrásmegjelöléseként.